# Twanisha Terry
Pour les articles homonymes, voir Terry.
Twanisha « TeeTee » Terry (née le 24 janvier 1999 à Miami) est une athlète américaine, spécialiste du 100 mètres. Elle est double championne du monde du relais 4 x 100 m en 2022 à Eugene et en 2023 à Budapest. 

## Biographie
Twanisha Terry se révèle lors de la saison 2018 à l'âge de dix-neuf ans en descendant pour la première fois de sa carrière sous les 11 secondes sur 100 mètres en signant le temps de 10 s 99 à Torrance à l'occasion des Mt. SAC Relays. Il s'agit alors de la quatrième meilleure performance de tous les temps pour une athlète âgée de moins de vingt ans. Elle devient plus tard dans la saison championne des Etats-Unis junior du 100 m, et vice-championne du monde junior à Tampere, devancée par la Jamaïcaine Briana Williams.
Deuxième des Championnats d'Amérique du Nord, d'Amérique centrale et des Caraïbes d'athlétisme espoirs 2019, elle termine quatrième du 100 m et troisième du relais 4 x 100 m lors des Jeux panaméricains. 
Le 29 mai 2021, à College Station, elle porte son record personnel à 10 s 89.

### Titres mondiaux avec le relais 4 x 100 m (2022-2023)
En 2022, Terry se classe troisième des championnats des États-Unis, derrière Melissa Jefferson et Aleia Hobbs, après avoir établi un nouveau record lors des tours précédents en 10 s 87. Sélectionnée pour les championnats du monde à Eugene, elle est éliminée en demi-finale du 100 m et remporte en tant que dernière relayeuse la finale du relais 4 × 100 m en compagnie de Melissa Jefferson, Abby Steiner et Jenna Prandini. L'équipe américaine établit la meilleure performance mondiale de l'année en 41 s 14 et devance les favorites jamaïcaines. Le 30 juillet 2022, à Memphis, elle bat son record personnel sur 100 m en 10 s 82 (+ 0,6 m/s).
Lors des Mondiaux de Budapest en 2023, Terry fait à nouveau partie de l'équipe des Etats-Unis pour disputer le relais 4 x 100 m, cette fois en compagnie de Sha'Carri Richardson, titrée sur 100 m, Gabrielle Thomas, médaillée d'argent sur 200 m, ainsi que Tamari Davis. Le relais américain conquiert de nouveau l'or en établissant un nouveau record des championnats en 41 s 03, devant la Jamaïque et le Royaume-Uni. 

## Palmarès
| Date | Compétition                   | Lieu      | Résultat | Épreuve   | Temps        |
| ---- | ----------------------------- | --------- | -------- | --------- | ------------ |
| 2018 | Championnats du monde juniors | Tampere   | 2e       | 100 m     | 11 s 19      |
| 2019 | Championnats NACAC U23        | Querétaro | 2e       | 100 m     | 11 s 08      |
| 2019 | Jeux panaméricains            | Lima      | 5e       | 100 m     | 11 s 37      |
| 2019 | Jeux panaméricains            | Lima      | 3e       | 4 x 100 m | 43 s 39      |
| 2022 | Championnats du monde         | Eugene    | 1re      | 4 x 100 m | 41 s 14      |
| 2023 | Championnats du monde         | Budapest  | 1re      | 4 x 100 m | 41 s 03 (CR) |
| 2024 | Jeux olympiques               | Paris     | 5e       | 100 m     | 10 s 97      |
| 2024 | Jeux olympiques               | Paris     | 1re      | 4 × 100 m | 41 s 78      |

## Records
| Épreuve | Temps   | Lieu    | Date            |
| ------- | ------- | ------- | --------------- |
| 100 m   | 10 s 82 | Memphis | 30 juillet 2022 |
| 200 m   | 22 s 17 | Eugene  | 9 juillet 2023  |